# Діл (місто)
Діл (англ. Deal) — прибережне місто в англійському графстві Кент.

## Історія
Поблизу місця, де сьогодні знаходиться місто, відбулася в 55 році до н. е. перша висадка на берег Британії солдатів Римської республіки на чолі з Юлієм Цезарем.
До XVI століття Діл був маленьким рибальським селом, але потім його населення збільшилося у зв'язку з розвитком британського військового флоту та торгового мореплавання.
До 1699 Діл був підпорядкований владі міста Сануїдж, але в 1699 він отримав права самостійного міста.

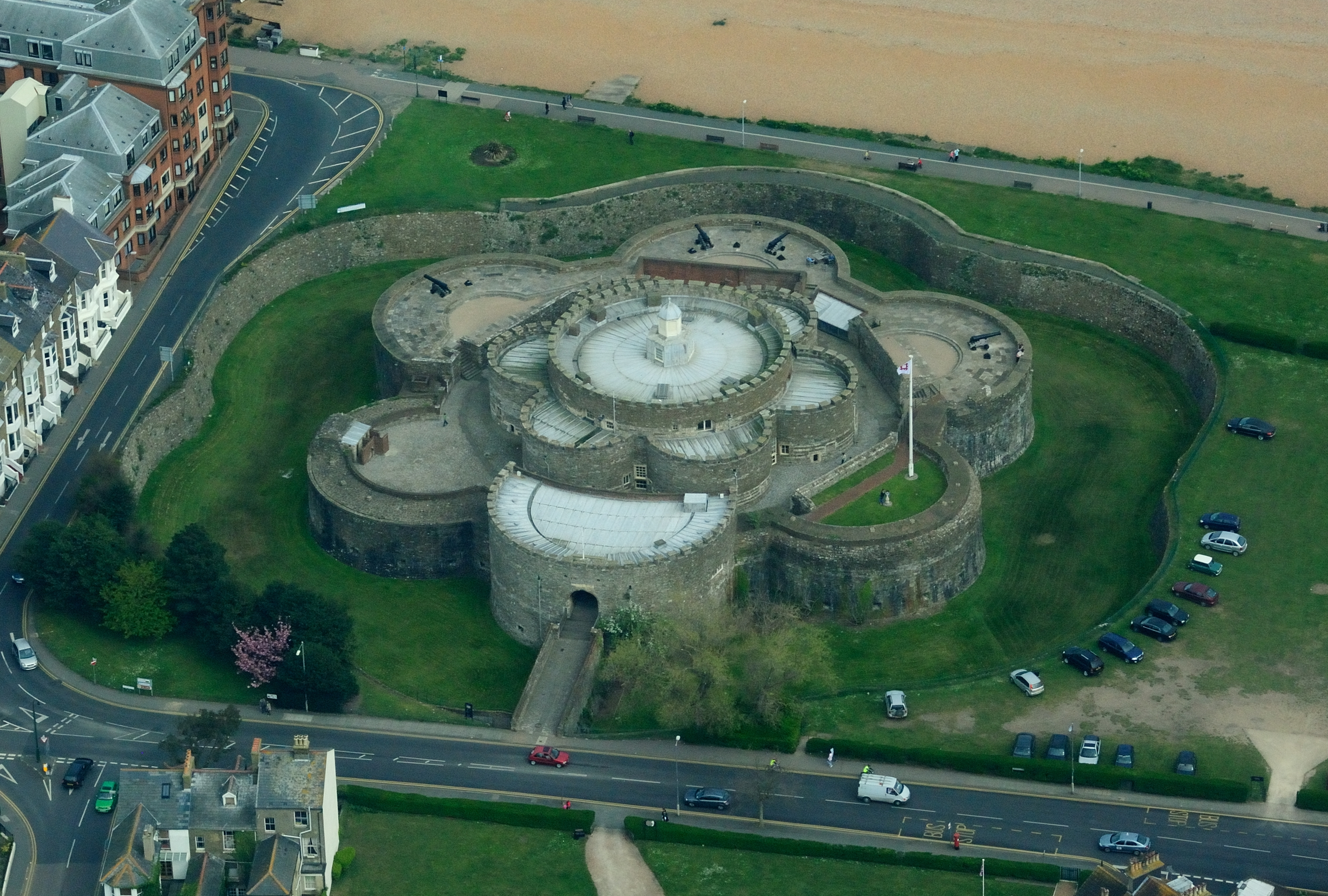
Замок Діл

## Визначні пам'ятки
Пам'ятками Діла є побудований в 1540 замок Діл і колишні казарми Королівської морської піхоти (1989 терористи Тимчасової ІРА влаштували в них вибух).